# Bomberman (videogioco 1983)
Bomberman (ボンバーマン?, Bonbāman) è un videogioco rompicapo sviluppato da Hudson Soft. Il titolo originale per home computer, Bomber Man (爆弾男?, Bakudan Otoko), fu pubblicato nel luglio 1983 per NEC PC-8801, NEC PC-6001 mkII, Fujitsu FM-7, Sharp MZ-700, Sharp MZ-2000, Sharp X1 e MSX in Giappone, mentre una versione censurata arrivò in Europa solo su MSX e ZX Spectrum con il titolo Eric and the Floaters. Un sequel sempre di origine nipponica intitolato 3-D Bomberman vedeva il protagonista Bomberman attraversare dei labirinti in una visuale in prima persona. Nel 1985 fu pubblicata una conversione del gioco originale per il Nintendo Entertainment System. Da questo capitolo è nata la serie omonima in cui nella maggior parte dei capitoli verrà riutilizzato lo stesso stile di gioco come base, introducendo la modalità multigiocatore.

## Modalità di gioco
Nella versione uscita per NES, il personaggio eponimo Bomberman, un robot, deve farsi strada attraverso un labirinto cercando di evitare i nemici che incontrerà. Le porte che portano alle stanze successive sono collocate sotto a delle rocce, che il protagonista dovrà distruggere piazzando delle bombe. Sono presenti inoltre anche alcuni oggetti che permetteranno di migliorare i propri esplosivi, come ad esempio la potenza di fuoco, che aumenta il raggio d'azione dell'esplosione. Al termine del gioco, una volta che Bomberman sarà fuggito dal labirinto ed avrà raggiunto la superficie tornerà ad essere umano. Ogni versione del gioco presenta un totale di cinquanta livelli; una particolarità legata invece alle edizioni originali per gli home computer è la presenza di regole più semplici ed alcune differenze.

## Sviluppo
Bomberman fu scritto nel 1980 unicamente come demo per il compilatore BASIC di Hudson Soft da Shinichi Nakamoto. Questa versione di base del gioco è stata distribuita su piccola scala per i PC giapponesi nel 1983 e per quelli europei nell'anno successivo. In seguito il programmatore dovette convertirlo per Famicom in una maratona di programmazione durata 72 ore. Questa versione ha venduto più di un milione di copie.

## Conversioni
Bomberman è maggiormente conosciuto per la versione uscita per NES il 19 dicembre 1985 in Giappone e nel gennaio 1989 nel Nord America. Il direttore di ricerca e sviluppo della Hudson Soft, Shinichi Nakamoto, commentò così in un'intervista nel 1995 "Personalmente credo che la versione per Famicom di Bomberman sia l'unica versione del gioco". Questa versione fu convertita l'anno successivo su MSX dove assunse il titolo Bomberman Special. In tale versione il personaggio giocabile ha assunto una delle prime versioni del design più famoso, ovvero quella di un robot in stile anime con un'antenna rosa (Hudson Soft riutilizzò gli sprite di un nemico apparso in un altro videogioco prodotto dalla Brøderbund, Lode Runner uscito sempre su NES nel 1984). Bomberman inoltre uscì anche su Game Boy all'interno di Atomic Punk come una modalità di gioco chiamata "Game B". Nel 2004 uscì anche su Game Boy Advance contenuto nella compilation NES Classic (Famicom Mini series in Giappone e Classic NES Series nel Nord America) e sempre nello stesso anno anche su N-Gage.
Un remake fu pubblicato per PlayStation nel 1998, con il semplice titolo Bomberman in Giappone ed in Europa e come Bomberman Party Edition negli Stati Uniti. Questa edizione presenta al suo interno una conversione dell'originale limitata al giocatore singolo con l'aggiunta di una versione aggiornata e migliorata che presenta una grafica pre-renderizzata 3D e l'audio in contemporanea. Quest'ultime caratteristiche furono utilizzate anche nella modalità multigiocatore.